# Trần Ngọc Diện
Trần Ngọc Diện (1884 - 1944), tục gọi là cô Ba Diện, là một giáo viên, một nghệ sĩ nhiều tài năng. Bà là người thành lập Đồng Nữ Ban, gánh cải lương duy nhất quy tụ toàn diễn viên nữ ở Việt Nam.

## Cuộc đời
Trần Ngọc Diện sinh tại làng Vĩnh Kim, quận Châu Thành, tỉnh Mỹ Tho (nay là xã Vĩnh Kim, huyện Châu Thành, tỉnh Tiền Giang), trong một gia đình có truyền thống âm nhạc. Tuy vậy, tên bà bị người trích lục viết nhầm là Trần Ngọc Viện. Vì thế, nhiều tài liệu ghi chú bà là "Trần Ngọc Viện" và "Ba Viện", tên trên bia mộ bà cũng được ghi là "Trần Ngọc Viện".
Ông Trần Văn Khê, cháu ruột của bà Ba Diện, đã từng nói về tên bà như sau:
| “ | Cô Ba tôi tên là Trần Ngọc Diện. Ngọc Diện tức là mặt đẹp như ngọc, chớ không phải Ngọc Viện như nhiều người lầm tưởng. Do khi đi làm khai sanh, người trích lục ghi nhầm nên từ Ngọc Diện bị đổi thành Ngọc Viện. Cô Ba tôi rất không vui vì sự nhầm lẫn này. | ” |

Ông nội bà là Trần Quang Thọ, vốn là một nghệ nhân nổi tiếng trong ban nhạc của cung đình Huế, sau này xin thôi việc rồi di cư vào Nam vào khoảng năm 1980. Cha bà là nhạc sĩ Trần Quang Diệm (Năm Diệm, 1853-1925), em bà là Trần Văn Triều (Bảy Triều, 1897-1931). Bà Ba Diện còn là cô ruột của Trần Văn Khê và Trần Văn Trạch (cả hai đều là con của ông Triều).
Bà Ba Diện biết hát nhiều điệu hát, biết sử dụng nhiều nhạc cụ dân tộc, nhưng điêu luyện nhất là đàn thập lục (đàn tranh) và đàn tỳ bà. Ngoài ra, bà còn có tài thêu thùa may vá, và chính nhờ nghề này, bà đã nuôi sống cả gia đình.
Bà có chồng là con một ông Phán mê âm nhạc ở Mỹ Tho, được hơn một năm thì sinh con, nuôi được ba tháng thì mất, sau đó không lâu thì chồng bà cũng mất theo. Cảm thương tình cảnh góa bụa sớm, gia đình bên chồng cho bà về lại quê nhà.
Lối năm 1915-1916, nhờ ông Diệp Văn Cương giới thiệu, bà lên Sài Gòn dạy đờn ở trường nữ sinh Áo Tím (tức trường Gia Long cũ, nay là trường Nguyễn Thị Minh Khai).
Ở trường, bà đọc được nhiều sách báo tiến bộ của các nhà yêu nước. Rồi bà bị tình nghi làm "quốc sự" cùng với em rể là giáo sư Nguyễn Văn Bá (chủ bút tờ báo Thần Chung), nhưng mãi đến năm 1926, sau lần đi dự đám tang cụ Phan Chu Trinh, bà mới bị nhà trường đuổi việc và từ đó trường Áo Tím cũng dẹp luôn môn dạy đờn.
Về lại quê nhà Vĩnh Kim, bà tham gia hoạt động kháng Pháp. Lúc bấy giờ, nhiều người nghe tiếng, thường xuyên tới lui thăm viếng bà, trong số đó Nguyễn An Ninh, và ông này đã xem bà như người chị ruột.
Năm 1927, Tỉnh bộ Việt Nam Thanh niên Cách mạng Đồng chí Hội Mỹ Tho được thành lập, liền sau đó Chi bộ xã Vĩnh Kim, thuộc tổ chức trên cũng được thành lập.
Để tuyên truyền, khêu gợi lòng yêu nước của nhân dân, đồng thời để tạo ngân quỹ cho Chi bộ xã, bà Ba Diện, có sự góp sức của người em dâu là Nguyễn Thị Dành, bà hăng hái đứng ra thành lập gánh hát Đồng Nữ Ban, đảm nhiệm một lúc nhiều vai trò, nhưng nổi trội hơn cả là vai trò bầu gánh và đạo diễn.
Biết được ý đồ của bà Ba Diện, thực dân Pháp và các cộng sự đã tìm đủ mọi cách cản trở không cho gánh hát của bà công diễn. Nhưng nhờ sự khôn khéo, tinh thần dám đấu tranh của bà, nhờ sự bao che của dân chúng nên gánh hát cũng được biểu diễn nhiều nơi và gây được tiếng vang tốt.
Đến khoảng giữa năm 1929, do sự khủng bố gắt gao của đối phương, gánh hát Đồng Nữ Ban phải giải tán.
Khi không còn đoàn hát nữa, bà Ba Viện về ở nhà người em là ông Bảy Triều, sống một cuộc đời thanh bạch. Ở đây, bà đã hết lòng nuôi dạy các cháu của mình là Trần Văn Khê, Trần Văn Trạch, Trần Ngọc Sương...
Ngày 25 tháng 8 năm 1944, bà Trần Ngọc Diện mất, thọ 60 tuổi.

## Gánh hát Đồng Nữ Ban
Sau gần 6 tháng luyện tập khẩn trương, vào khoảng giữa năm 1928, lần đầu tiên gánh hát Đoàn Nữ Ban ra mắt khán giả vở Giọt máu chung tình (nội dung là câu chuyện tình của hai nhân vật: Võ Đông Sơ và Bạch Thu Hà), tại cầu Ba Lung, xã Vĩnh Kim, được nhân dân hoan nghênh nhiệt liệt.
Trong một bài viết, GS. Trần Quang Hải (con GSTS Trần Văn Khê, gọi Ba Viện là bà cô), đã nêu lên những đặc điểm của gánh Đồng Nữ Ban, được tóm gọn như sau:
- Gánh hát không có kép nam (do vậy gánh mang tên là Đồng Nữ Ban), quy tụ con em tuổi từ 17 đến 20 có nhiệt tình của những gia đình nông dân, điền chủ trong làng Vĩnh Kim và các làng lân cận Đông Hoà (tức Bình Hoà Đông thuở ấy) Rạch Gầm, Kim Sơn, Long Hưng.
- Các diễn viên sống như những nữ sinh nội trú, có thời khoá biểu các môn học: học chữ, học nữ công, học võ thuật để dùng trong những lớp tuồng cần phải đánh võ.
- Khi đi lưu diễn, cạnh chiếc ghe con chuyên chở thầy đờn, thầy võ, bà Năm Viện cùng tất cả diễn viên ở chung trong một chiếc ghe chài to chứa được mấy mươi người. Ngoại trừ lúc biểu diễn, tất cả diễn viên đều phải mặc áo dài tím (vì cô Ba Viện trước kia là giáo viên dạy đàn cho trường Áo Tím, nên thích cho diễn viên mặc áo dài tím).
- Tích tuồng không lựa trong lịch sử Trung Quốc mà lấy trong sử Việt, như Hai Bà Trưng, Trần Quốc Toản, Rạch Gầm - Xoài Mút, Máu chảy ruột mềm... trong số đó có vở diễn chủ lực là Giọt máu chung tình của soạn giả Nguyễn Tri Khương.[5]
- Ngoài những bài bản lấy trong ca nhạc tài tử thông thường như Tây Thi Cổ bản, Lưu thủy đoản, Lưu thủy trường, Hành Vân, Tứ đại Oán, Dạ cổ hoài lang, gánh Đồng Nữ Ban còn sử dụng nhiều bản mới do ông Nguyễn Tri Khương đặt thêm theo phong cách cổ truyền như Yến tước tranh ngôn,Phong xuy trịch liễu, Thất trĩ bi hùng v.v….
- Cảnh trí, trang phục đều do cô Ba Viện thiết kế dàn dựng và may ráp không lấy kiểu theo hát bội.
- Động tác diễn đều do cô Ba Viện sắp đặt, với phương châm diễn xuất phải "nhập tâm, nhập vai", diễn xuất theo tình cảm chân thật của mình, không "cường điệu"...

Trong bài Đồng nữ ban - gánh cải lương toàn phụ nữ đầu tiên và duy nhất ở Việt Nam, TS. Nguyễn Phúc Nghiệp nhận xét: 
| “ | ...Nhận thấy tính cách "quốc sự" của gánh, nên giới cầm quyền thực dân ở Nam kỳ đã ra lệnh cho Đồng Nữ Ban phải ngưng hoạt động vào năm 1929. Tuy chỉ tồn tại trong một thời gian ngắn; nhưng gánh đồng Nữ Ban là niềm tự hào của nữ giới Tiền Giang trong công cuộc vận động giải phóng dân tộc và góp thêm sự đa dạng của sân khấu cải lương trong những năm 20 của thế kỷ vừa qua. | ” |

## Tưởng nhớ
Ông Vương Hồng Sển vừa cho biết, vừa khen ngợi bà Ba Viện như sau:
| “ | Bà Trần Ngọc Diện là chị nhà tài tử vắn số Bảy Triều. Nay mộ (bà) chôn ở giữa hai mộ vợ chồng em trai Bảy Triều tại làng Vĩnh Kim... Bà biết ca và sử dụng cây thập lục tươi mướt. Bà từng làm cách mạng, không sợ vào khám, và đã có nếm cơm tù nhiều lần. Đứng về mặt mỹ thuật và văn hóa, bà có công đào tạo mớ đào cải lương và người lỗi lạc để tiếng nhắc đời không ai khác hơn là cô Năm Phỉ. | ” |

Nói về bà, trong bài ca trù Địa linh nhân kiệt của Hồng Thuận Đăng có đoạn:
| “ | Người chợ Giữa đi khắp bốn phương hồ hải Giỏi vạn nghề há phải một nghề thi Nầy! Ngón tơ đồng trong sáu tỉnh chưa có tương tri Chơi phong nhã, nói gì cờ với vẽ So kim cổ biết bao nhiêu kẻ Dẫu thoa quần cũng san sẻ gánh non sông Chuyện năm xưa ai có nhớ không? Ôi! Dân khí, dân quyền rền một lúc... | ” |

Nữ sĩ Đỗ Liên ở Vĩnh Long viết về bà bằng một bài thơ Đường luật:
| “ | Sầm giang là chốn rất cao kỳ Danh tiếng vang lừng xóm phú thi. Chợ Giữa nhiều trang văn Ngọc Viện Vĩnh Kim lắm kẻ học Liên Trì. Tài ba đời cổ chưa ai sánh Lỗi lạc lối kim ít kẻ bì. Kính tặng một bài lưu bút để Ai người đến đó mới tường tri. | ” |

## Vinh danh
Tên bà được đặt tên cho một con đường tại Thảo Điền, Thủ Đức, Thành phố Hồ Chí Minh.